# Grand Prix de la FIDE
El Grand Prix de la FIDE (oficialment, en anglès: FIDE Grand Prix) és un torneig d'escacs biennal, organitzat per la FIDE. Cada sèrie consisteix en sis torneigs d'escacs, que formen part del cicle de classificació pel Campionat del món d'escacs i del Campionat del món d'escacs femení.

## Història
El Grand Prix es va disputar per primer cop el 2008. L'edició inicial del Grand Prix va veure com Magnus Carlsen l'abandonava (conjuntament amb Michael Adams) degut al canvi de condicions per accedir al Campionat del món.
Els primers dos Grand Prix consistiren en sis torneigs, però l'edició de 2014–2015 en va tenir només quatre. Sovint hi havia problemes en trobar espònsors, i moltes de les ciutats anunciades com a seu es van anar canviant (fins a aquell moment, 8 de les 16 seus havien canviat). L'edició de 2014–15 es va anunciar tard, amb només quatre torneigs en lloc de sis, i reduint els premis per torneig a més o menys un terç de les quantitats prèvies, i sense premis per a tots els participants (com en les edicions anteriors). El 2014–15, quatre dels jugadors del top-10 (Carlsen, Anand, Topalov i Aronian) no hi van participar, al·legant la poca quantia dels premis i la incertesa de l'organització.
El guanyador del Grand Prix (i de vegades alguns altres) obté plaça pel Torneig de Candidats.
El format es va canviar pel Grand Prix de la FIDE de 2017 amb 24 jugadors prenent-hi part. Es van disputar quatre torneigs amb 18 jugadors, a nou rondes, a sistema suís. Els torneigs es van anunciar originalment per les dates de 12 a 23 d'octubre de 2015, 10 a 31 de febrer de 2016, 11 a 22 de maig de 2017, i 5 a 16 de juliol de 2017. El 26 de maig de 2016, El CEO d'Agon Ilya Merenzon va dir que esperava poder anunciar les seus en dues setmanes. Després de l'Assemblea de la FIDE durant la 42a Olimpíada d'escacs a Bakú a començaments de setembre de 2016, Peter Doggers de Chess.com va anunciar que el Grand Prix es posposava fins al 2017. Shakhriyar Mamedyarov i Alexander Grischuk es van classificar pel Torneig de Candidats de 2018.
El 2019, la FIDE va canviar el format novament, fent del Grand Prix una sèrie de torneigs eliminatoris amb 21 jugadors en total, i 16 jugadors en cada torneig. 20 jugadors es classificaven per ràting, i hi havia 2 invitacions disponibles pels organitzadors. Les ciutats organitzadores d'aquesta edició foren Moscou, Riga, Hamburg i Jerusalem. La sèrie l'organitzava World Chess (antigament Agon) i es van poder seguir per worldchess.com.

## Quadre d'honor masculí
| Període   | Guanyador        | Subcampió           | Tercer            |
| --------- | ---------------- | ------------------- | ----------------- |
| 2008–2010 | Levon Aronian    | Teimur Radjàbov     | Aleksandr Grisxuk |
| 2012–2013 | Vesselín Topàlov | Xakhriar Mamediàrov | Fabiano Caruana   |
| 2014–2015 | Fabiano Caruana  | Hikaru Nakamura     | Dmitri Iakovenko  |
| 2016–2017 |                  |                     |                   |

## Competicions femenines
| Període   | Guanyadora | Subcampiona  | Tercera          |
| --------- | ---------- | ------------ | ---------------- |
| 2009–2011 | Hou Yifan  | Koneru Humpy | Nana Dzagnidze   |
| 2011–2012 | Hou Yifan  | Koneru Humpy | Anna Muzitxuk    |
| 2013–2014 | Hou Yifan  | Koneru Humpy | Ju Wenjun        |
| 2015–2016 | Ju Wenjun  | Koneru Humpy | Valentina Gúnina |
| 2018–2019 |            |              |                  |